# 박홍규 (1919년)
박홍규(박홍규, 1919-1994)는 대한민국의 형이상학자이다. 호는 소은(소은). 1919년 광주 서창면 서창리에서 박하정과 송계남의 3남1녀 중 2남으로 태어났다. 광주 서방소학교와 서 중학교, 서울 중앙중학교, 일본 와세다 제1고등학교를 거쳐 와세다 대학 법학부에 입학했다가 다시 와세다 대학 철학과에 입학하여 졸업했다. 해방 후 서울대학교 치과대학 불어 강사로 출발하여 1955년부터 같은 대학교의 철학과 교수로 활동했다. 그 사람은 죽을 때까지 평생 공부만 했으나 그 사람이 남긴 글은 논문 7편뿐이었다. 이것을 안타깝게 생각하던 제자들이 그 사람의 강의를 녹음했고 이 녹음은 그대로 녹취되어 그 사람이 죽은 뒤에 전 5권의 박홍규전집으로 민음사에서 출간되었다. 그 사람은 특히 플라톤과 베르크손을 가장 완벽한 형이상학자로서 소개했는데 지금 남은 강의도 주로 그 두 사람에 관한 것이다.

## 철학
그 사람의 철학은 한마디로 실증성을 띤 형이상학이라 할 수 있다. 학문이 專門에 속하지 않는 생각이나 사상과 다른 점은 그것이 단순한 의견이 아니라 참된 인식이라는 것이다. 철학도 학문이라면 당연히 참된 인식이어야 한다. 어떤 생각이 참된 인식이 되려면 주장하는 내용이 근거가 있어야 하고 근거가 있으려면 주장하는 정보에 부합해야 한다. 즉 참된 인식인지 아닌지의 기준은 정보라는 것이 그의 철학의 출발점이다. 철학은 특히 정보 일반을 상대로 삼은 반성이므로 우선으로 정보 일반을 상대로 삼은 분류(classification)가 이루어져야 한다. 그러려면 우선 모든 존재자를 상대로 삼아 하나도 소홀하지 않게 자기동일성이 주어져야 한다. 어떤 존재자를 다른 것으로 환원하지 말고 그것을 바로 그것으로 인정해야 분류도 제대로 될 수 있기 때문이다. 이것이 각 존재자의 이데아를 확립하는 작업인데 이 세상의 각 존재자는 서로 구별될 뿐만 아니라 서로 연관한다. 그렇게 연관하게 하는 원리가 아페이론이다. 세계는 이데아들과 아페이론이 섞여서 이루어진 것인데 이 둘은 성질이 반대되는 것이므로 가만히 놓아 두면 서로 섞일 수가 없어서 이것을 섞어 주는 원리가 필요한데 그것이 능동성을 띤 운동이다. 이데아, 아페이론, 능동성을 띤 운동 이 세가지가 기본이 되는 형이상학상 원리가 되는데 이것은 플라톤의 세 원인 그대로이므로 플라톤의 최대 업적은 이 세 원리를 발견한 것이라고 박홍규는 생각하나 철학이 이것으로 끝나는 것이 아니라 그 후에는 플라톤을 넘어서서 능동성을 띤 운동을 중심으로 하는 철학이 생겨나게 되었는데 그것이 바로 베르크손의 철학이다. 그 사람의 지속은 끊임없이 움직이면서도 자기동일성을 잃지 않는 운동이다. 현대의 형이상학은 모두 그 사람의 능동성을 띤 운동에 기초하고 이루지는 변형이다.

## 저서
박홍규 전집
```
1. 희랍철학 논고, 1995, 민음사.
2. 형이상학 강의1, 1995, 민음사.
3. 형이상학 강의2, 2004, 민음사.
4. 플라톤 후기철학, 2004, 민음사.
5. 베르그송의 창조적 진화 강독, 2007, 민음사.
```

## 연구서
- 최화, 박홍규의 철학. 형이상학이란 무엇인가, 2011, 이화여자대학교출판부.